# Keswick (Iowa)
Pour les articles homonymes, voir Keswick.
Keswick est une ville du  comté de Keokuk, en Iowa, aux États-Unis. Elle est incorporée le 5 juillet 1912.

## Source de la traduction
- (en) Cet article est partiellement ou en totalité issu de l’article de Wikipédia en anglais intitulé « Keswick, Iowa » (voir la liste des auteurs).